# Waking Ashland
Waking Ashland è un gruppo di musica rock di San Diego, California. Formati nel 2003, hanno pubblicato due EP e due album prima del loro scioglimento, nel 2007. L'ultima formazione era: Jonathan Jones cantante e tastierista, Ryan Lallier chitarrista, Nate Harlod bassista e Tim Very batterista.